# Farès Choualeb
Farès Choualeb (en arabe : فارس شوالب) est un footballeur algérien né le 20 octobre 1976 en Algérie. Il évoluait au poste de défenseur central.

## Biographie
Il évolue en première division algérienne avec le club, du CA Batna. Il dispute 38 matchs en Ligue 1.